# 브루나이의 행정 구역
브루나이의 행정 구역은 4개의 구와 이들 구에서 또 38개의 현으로 나뉜다.